# Barry Nelson (attore)
Barry Nelson (San Francisco, 16 aprile 1917 – Contea di Bucks, 7 aprile 2007) è stato un attore statunitense.

## Biografia
È noto principalmente per essere stato il primo attore ad interpretare James Bond, nell'episodio Casino Royale della serie statunitense Climax! nel 1954.

## Filmografia

### Cinema
- Lo strano caso del dottor Kildare (Dr. Kildare Strange Case), regia di Harold S. Bucquet (1940)
- L'ombra dell'uomo ombra (Shadow of The Thin Man), regia di W. S. Van Dyke (1941)
- Sorvegliato speciale (Johnny Eager), regia di Mervyn LeRoy (1941)
- Rio Rita, regia di S. Sylvan Simon (1942)
- La vittoria del dottor Kildare (Dr. Kildare's Victory), regia di W.S. Van Dyke (1942)
- Occhi nella notte (Eyes in the Night), regia di Fred Zinnemann (1942)
- La commedia umana (The Human Comedy), regia di Clarence Brown (1943)
- Joe il pilota (A Guy Named Joe), regia di Victor Fleming (1943)
- Vittoria alata (Winged Victory), regia di George Cukor (1944)
- La morte è discesa a Hiroshima (The Beginning or the End), regia di Norman Taurog (1947)
- Una donna in cerca di brividi (Undercover Maisie), regia di Harry Beaumont (1947)
- Vita di una commessa viaggiatrice (The First Travelling Saleslady), regia di Arthur Lubin (1956)
- Te la senti stasera? (Mary Mary), regia di Mervyn LeRoy (1963)
- FBI contro gangsters (The Borgia Stick), regia di David Lowell Rich (1967)
- Airport, regia di George Seaton (1970)
- Un marito per Tillie (Pete and Tillie), regia di Martin Ritt (1972)
- Shining (The Shining), regia di Stanley Kubrick (1980)
- Poltergeist - Demoniache presenze (Poltergeist), regia di Tobe Hooper (1982)

### Televisione
- Climax! – serie TV, episodio 1x03 (1954) – James Bond
- Screen Directors Playhouse – serie TV, episodio 1x28 (1956)
- Alfred Hitchcock presenta (Alfred Hitchcock presents) – serie TV, episodio 4x27 (1959)
- June Allyson Show (The DuPont Show with June Allyson) – serie TV, episodio 1x21 (1960)
- Ben Casey – serie TV, episodio 3x13 (1963)
- Ai confini della realtà (The Twilight Zone) – serie TV, episodio 5x30 (1964)
- L'ora di Hitchcock (The Alfred Hitchcock Hour) – serie TV, episodi 2x20-3x08 (1964)
- The Greatest Show on Earth – serie TV, episodio 1x29 (1964)
- La signora in giallo (Murder, She Wrote) – serie TV, episodio 4x15 (1988)

## Doppiatori italiani
Nelle versioni in italiano delle opere in cui ha recitato, Barry Nelson è stato doppiato da:
- Pietro Biondi in Shining[4]
- Gianni Musy in La signora in giallo
- Silvano Tranquilli in Love Boat
- Bruno Persa in Airport